# Pithecellobium guaricense
Pithecellobium guaricense är en ärtväxtart som beskrevs av Henri François Pittier. Pithecellobium guaricense ingår i släktet Pithecellobium och familjen ärtväxter. Inga underarter finns listade i Catalogue of Life.